# Куди поділися Моргани?
Куди поділися Моргани? (англ. Did You Hear About the Morgans?) — фільм режисера Марка Лоуренса знятий 2009 року.

## Сюжет
Вони впливові, заможні, успішні та трохи цинічні — це подружжя Морганів з Манхеттена. Та попри комфортне й ніби щасливе життя, парочка перебуває на межі розлучення. Під час чергової спроби налагодити подружнє життя, вони стають випадковими свідками вбивства. Аби захистити Морганів від можливих переслідувань, поліція, за програмою захисту свідків, відправляє їх у невеличке провінційне містечко.
Саме тут, вдалині від міської метушні та справ, між чоловіком та жінкою знову з'являється вогник кохання…

## Актори

### У головних ролях
| № | Актор                | Роль         |
| - | -------------------- | ------------ |
| 1 | Г'ю Грант            | Пол Морган   |
| 2 | Сара Джессіка Паркер | Меріл Морган |

### Другорядні ролі
| №  | Актор           | Роль        |
| -- | --------------- | ----------- |
| 1  | Наталія Клімас  | Монік       |
| 2  | Вінченцо Амато  | Джирард     |
| 3  | Джессі Лібман   | Адам Феллер |
| 4  | Елізабет Мосс   | Джекі Дрейк |
| 5  | Майкл Келлі     | Вінсент     |
| 6  | Сет Гілліам     |             |
| 7  | Шандор Тіксі    |             |
| 8  | Кевін Браун     |             |
| 9  | Стівен Бойєр    |             |
| 10 | Шарон Вілкінс   |             |
| 11 | Сем Елліотт     | Клей Віллер |
| 12 | Мері Стінберген | Емма Віллер |
| 13 | Кім Шоу         |             |